# Ali Kiba
Ali Saleh Gentamilan (plus connu sous son nom de scène Ali Kiba ou encore King Kiba), né à Iringa le 26 novembre 1986, est un musicien, chanteur et compositeur de chansons tanzanien travaillant avec le label Rockstar4000.

## Biographie
Ali Kiba est le fils de Saleh Omari et de Tombwe Njere. Il est l'aîné de sa fratrie, suivi par Abdu Saleh Kiba qui est également musicien, sa sœur Zabib Kiba, et le cadet Abuu Kiba.

## Récompenses
| Année | Travail nommé | Catégorie                      | Résultat |
| ----- | ------------- | ------------------------------ | -------- |
| 2016  | Lui-même      | Best International Act: Africa | Lauréat  |

### NAFCA
| Année | Travail nommé | Catégorie       | Résultat |
| ----- | ------------- | --------------- | -------- |
| 2016  | Lui-même      | Favorite Artist | Lauréat  |
| 2016  | Mwana         | Favorite Song   | Lauréat  |

### East Africa TV Awards
| Année | Travail nommé | Catégorie         | Résultat |
| ----- | ------------- | ----------------- | -------- |
| 2016  | Aje           | Best Male Artist  | Lauréat  |
| 2016  | Aje           | Song of the Year  | Lauréat  |
| 2016  | Aje           | Video of the Year | Lauréat  |

### ASFA Awards (Ouganda)
| Année | Travail nommé | Catégorie                           | Résultat |
| ----- | ------------- | ----------------------------------- | -------- |
| 2016  | Aje           | Most Stylish Artiste East Africa    | Lauréat  |
| 2016  | Aje           | Most Fashionable Music Video Africa | Lauréat  |

### Soundcity Awards
| Année | Travail nommé | Catégorie         | Résultat |
| ----- | ------------- | ----------------- | -------- |
| 2016  | Aje           | Video of the Year | Lauréat  |

### TZ INSTA Awards 2016
| Année | Travail nommé | Catégorie         | Résultat |
| ----- | ------------- | ----------------- | -------- |
| 2016  | Aje           | Top Trending Song | Lauréat  |

### Best Celebrity Player Awards (Ouganda)
| Année | Travail nommé | Catégorie             | Résultat |
| ----- | ------------- | --------------------- | -------- |
| 2016  | Lui-même      | Best Celebrity Player | Lauréat  |

### WANNAMusic Awards 2016 (France)
| Année | Travail nommé | Catégorie        | Résultat   |
| ----- | ------------- | ---------------- | ---------- |
| 2016  | Aje           | Best Male Artist | Nomination |
| 2016  | Aje           | Best Collabo     | Nomination |
| 2016  | Aje           | People Choice    | Lauréat    |